# Jean-Claude Fabbri
Jean-Claude Fabbri (Retinne, Fléron, 2 de novembre de 1952) va ser un ciclista italià, que fou professional entre 1977 i 1979. El 2004 es va nacionalitzar belga, del país on va néixer.

## Palmarès
- 1982
  - 1r a Baelen-sur-Vesdre

### Resultats al Giro d'Itàlia
- 1977. 76è de la classificació general
- 1979. 55è de la classificació general

### Resultats a la Volta a Espanya
- 1977. 45è de la classificació general